# Ajanta
Ajanta je selo u zapadnoj Indiji, savezna država Maharashtra. U blizini, u zavojitoj riječnoj dolini, nalazi se 30-ak budističkih hramova i samostana uklesanih u granitnim stijenama. Potječu iz razdoblja od 2. stoljeće pr. Kr. do 7. st., a poznati su po prekrasnim freskama koje prikazuju budistička božanstva i legende, te negdašnji svakodnevni i duhovni život. Od 1987. god. Špiljski hramovi u Ajanti su upisani na popis mjesta svjetske baštine u Aziji i Oceaniji.